# HAAi
Teneil Laetitia Throssell, mieux connue sous le nom de scène HAAi, est une DJ et  productrice australienne.

## Biographie
Throssell commence sa carrière musicale dans une série de groupes de rock, pour finalement s'installer au Royaume-Uni au sein du duo Dark Bells. Elle ne commence à mixer qu'après la séparation du groupe, puis devient DJ résidente au club Phonox de Londres à partir de fin 2016 pendant deux ans, HAAi gagne une plus grande notoriété après avoir remporté le BBC Radio 1 Essential Mix of the Year 2018,.
Elle sort son premier EP en novembre 2019 avec Systems Up, Windows Down, suivi de son premier album, aby, We're Ascending, en mai 2022. Elle collabore avec divers autres artistes de musique électronique, notamment Fred Again et Jon Hopkins.

## Discographie

### Albums studio
- 2022 : Baby, We're Ascending

### EP
- 2019 : Systems Up, Windows Down